# Reg
Ne doit pas être confondu avec Erg (dune).
Pour les articles homonymes, voir REG.

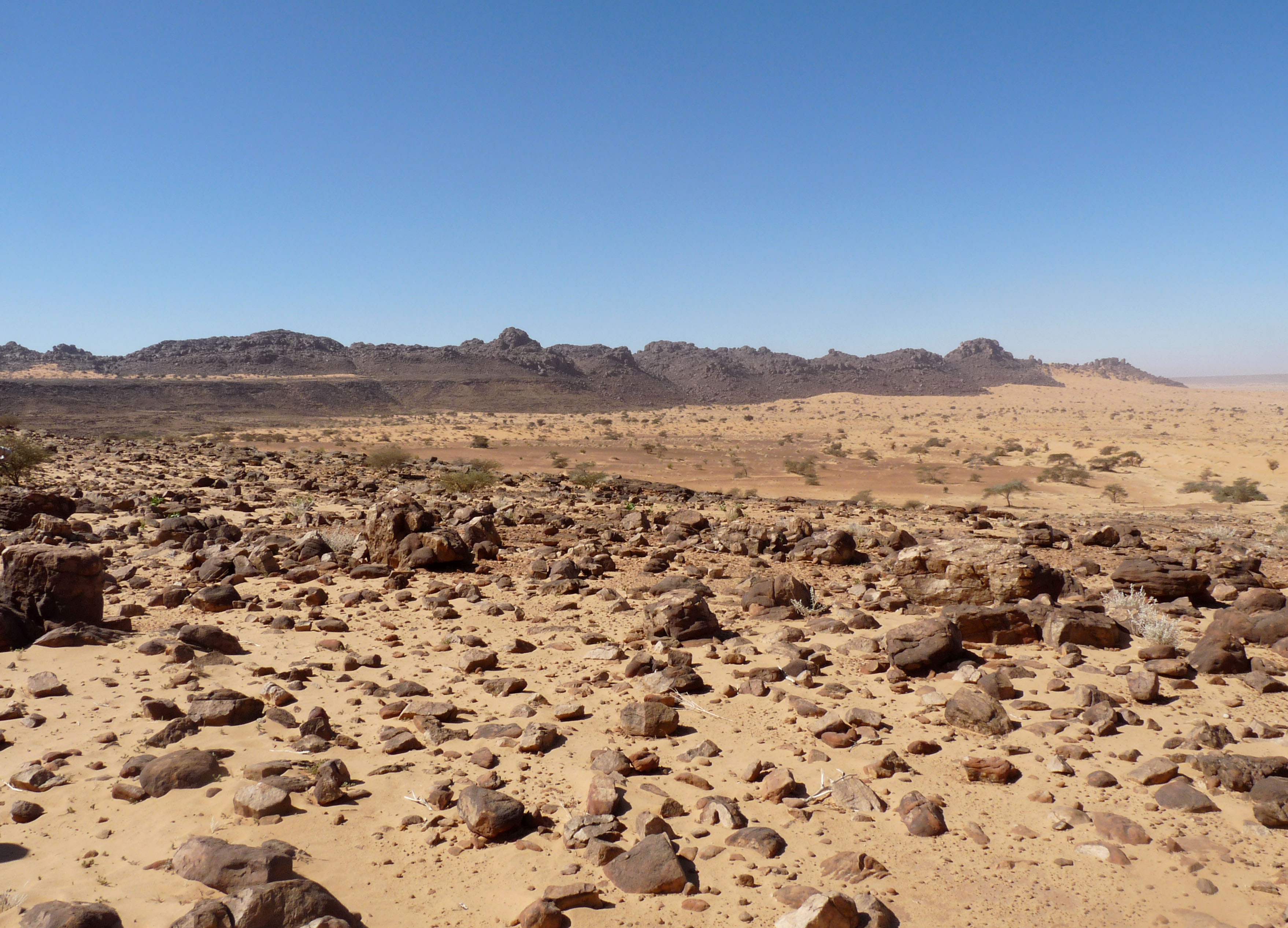
Reg de l'Adrar mauritanien

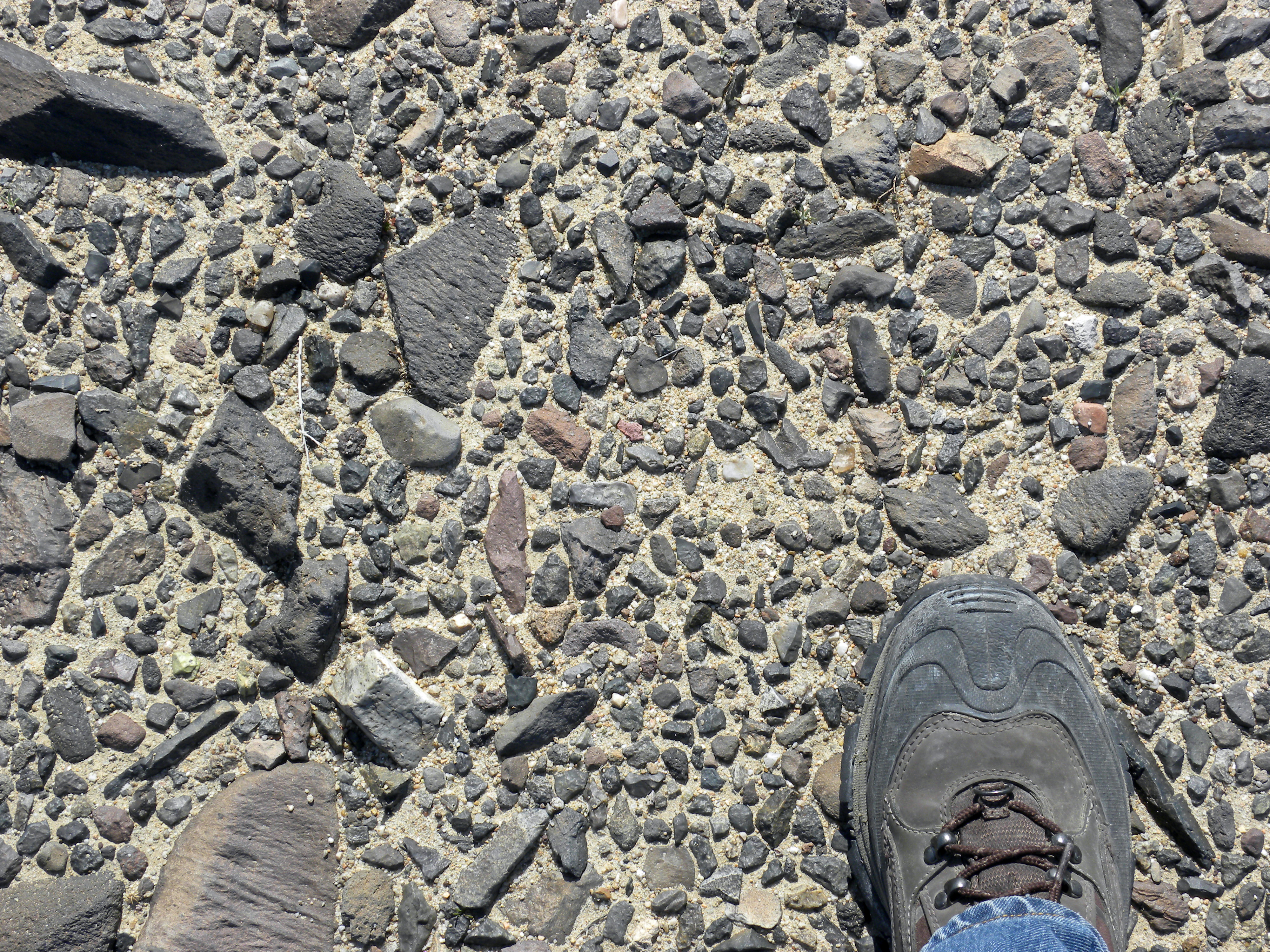
Reg du désert Mojave, États-Unis

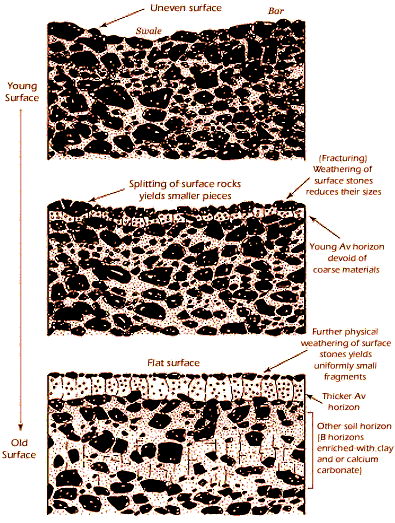
Processus de mise en place d'un pavement dans un reg : déflation éolienne

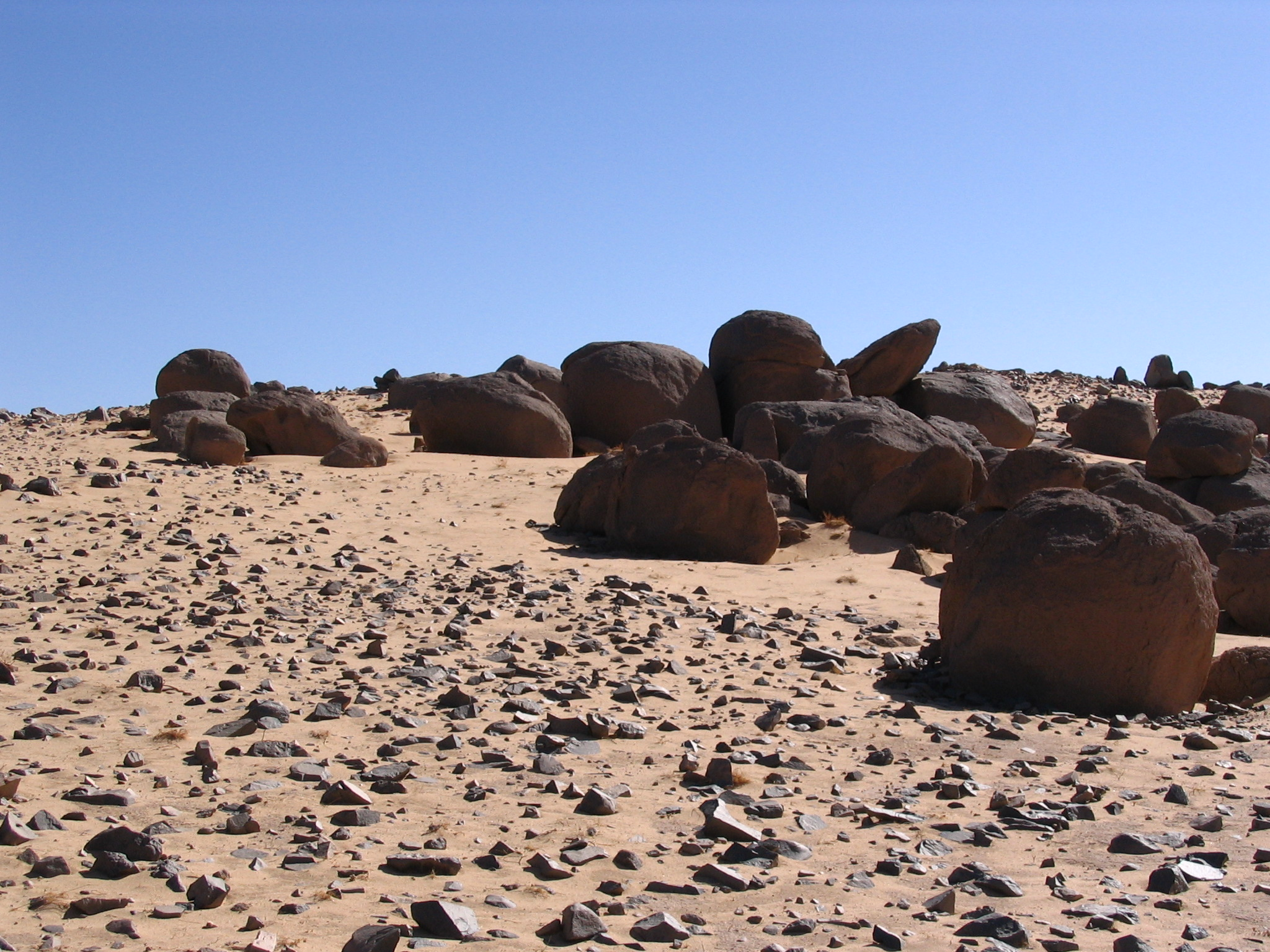
Paysage de reg dans le Hoggar, Sahara

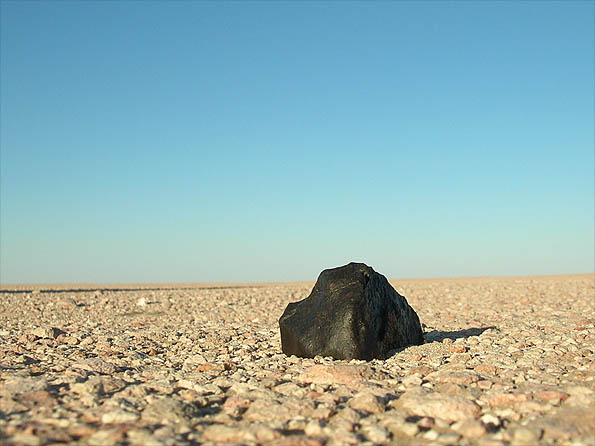
Météorite sur un pavement désertique : Rub' al-Khali 022 (référence du site), Ash Sharqiyah, Arabie saoudite

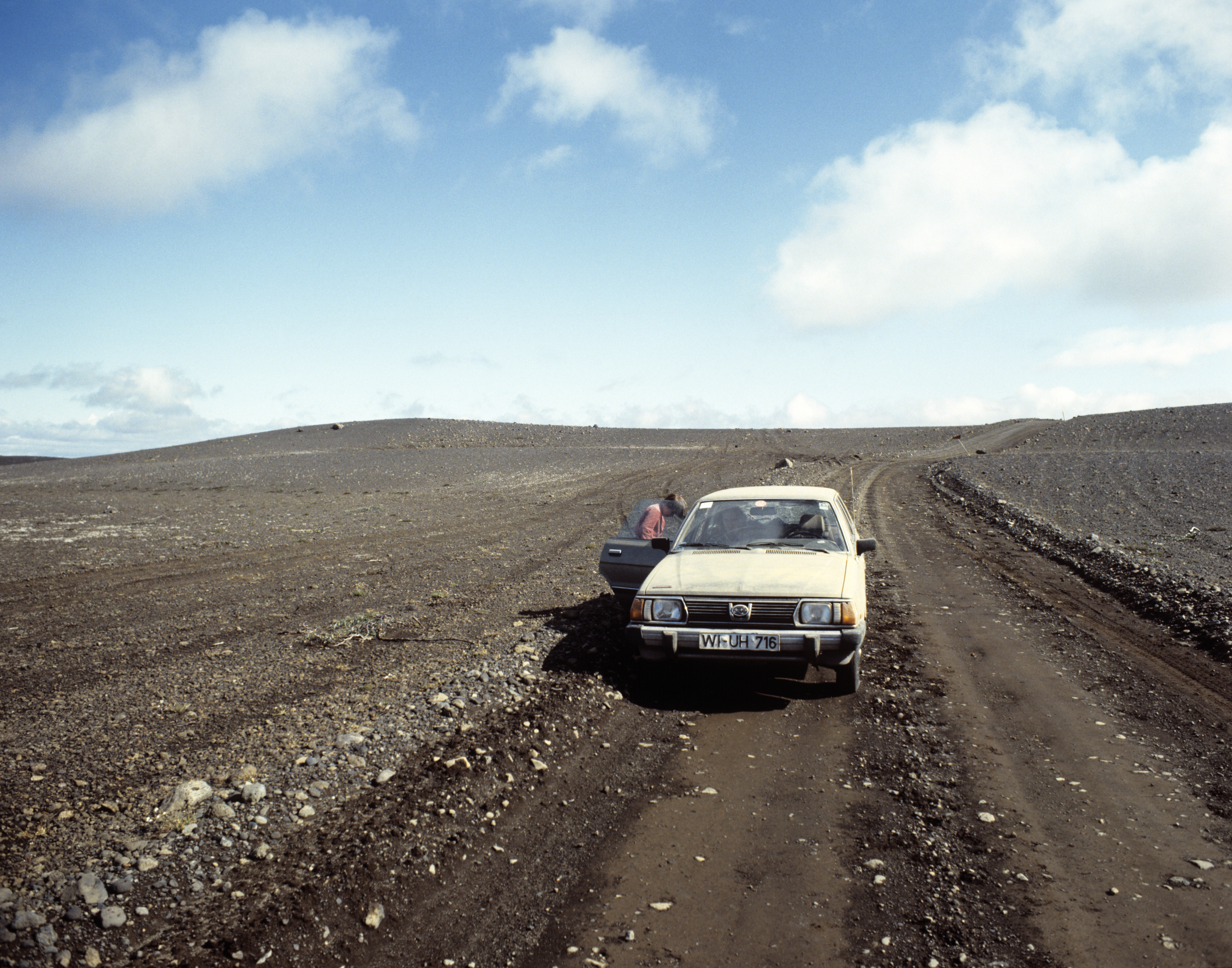
Hveravellir : dallage du désert froid islandais

Un reg est un désert de pierres, une surface caillouteuse débarrassée des éléments fins par le vent (déflation éolienne). Il correspond à la roche en place érodée ou à d'anciennes nappes de cailloutis.
Le reg représente le type de paysage désertique le plus répandu, il est constitué d'étendues de graviers et cailloux arrondis par l'érosion éolienne. Très peu de végétation y survit (tel l'acacia épineux). L'erg, par opposition, est le désert de sable, produit final de l'érosion (seulement 20 % de la surface du Sahara).

## Vocabulaire
Dans les régions désertiques chaudes, les paysages de déflation ou les surfaces caillouteuses ont reçu des noms spécifiques, principalement d'origine arabe (Sahara ou Arabie).
Hamada ou hammada est une haute plaine ou un plateau désertique où la déflation a supprimé les matériaux de surface à grain fin et laissé le socle balayé du sable avec ou sans placage de galets ou parsemé de rochers. Le mot hamada en arabe signifie littéralement une surface plane rocheuse (voir aussi l'expression rock plain parfois donnée comme équivalente en anglais).
Reg (Sahara occidental), serir ou sébir (Sahara oriental) ou encore gibber plaine (Australie) sont des termes désignant une dépression simple ou large en grande partie couverte de graviers ou de rochers (appelée granulométrie en géomorphologie), où le sable et les sédiments fins ont été emportés par déflation éolienne.

## Typologie et processus
- Gibber provient d'un terme aborigène pour cailloux. Un gibber desert se caractérise par un revêtement serré de cailloux. La région de gibber déserts présente des paysages de collines de grès à sommet plat. Ces collines sont coiffées par une couche de dure (induration), plus résistante à l'érosion que le grès sous-jacent. Les processus de météorisation produisent finalement des fissures et le grès constitue alors des éboulements sur les versants et dans la plaine en contrebas. Le sable entre les gibbers est emporté par le vent et les crues. L'accumulation des gibbers se poursuit au gré de l'érosion du plateau et se densifie. Contrairement à l'aspect premier qu'évoque ces paysages, la surface des déserts de gibbers est en fait molle et évolue en champ de boue après un épisode pluvieux. L'aspect vernis est un mince revêtement d'oxyde de fer poli par le sablage (Cf. vernis ou patine désertique) [1],[2].
- Hamada : plateau rocailleux surélevé des zones désertiques
- Reg : pendant le jour, les roches soumises aux fortes températures se dilatent. Au cours du refroidissement nocturne, les roches se contractent. Les différents minéraux de la roche se dilatent et se rétractent inégalement. La roche s'émiette. C'est la désagrégation mécanique (voir météorisation). Dans les déserts, l'absence de végétation (rhexistasie) permet la mobilisation des débris par le vent (érosion éolienne). Le vent entraîne par déflation tous les matériaux fins, laissant sur place les matériaux plus lourds, qui continuent de subir la désagrégation mécanique.

Les grains de sable déplacés ou projetés par le vent, acquièrent un aspect mat caractéristique par frottement ; ils érodent tous les reliefs, formant des modelés en champignon, des cannelures dans les argiles tendres (yardangs du Turkestan) et façonnant des cailloux à facettes, dreikanters. Le transport des débris par le vent s'effectue 
- par suspension où les débris les plus fins se déplacent par ascendance et se déposent par diminution de l'énergie du tourbillon ou lors d'une précipitation ;
- par saltation : les grains plus gros ou déplacés par un vent moins puissant effectuent des bonds successifs ;
- par reptation, les grains les plus gros qui ne peuvent être pris en charge par le vent, ou rarement, se déplacent lorsque des grains déplacés par saltations successifs les entraînent.

## Sites
- Tanezrouft, Algérie
- Reg libyen
- Ténéré du Tafassasset, Niger
- Sturt's Stony Desert, Australie[3]